# Пескару, Николае
Николае Пескару (рум. Nicolae Pescaru; 27 марта 1943, Бряза, Прахова — 25 мая 2019, Mihăești, Вылча) — румынский футболист, полузащитник. Выступал за сборную Румынии, участвовал в чемпионате мира по футболу 1970.

## Биография
Родился 27 марта 1943 года на юге центральной части Румынии, в жудеце Прахова, в городе Бряза.

### Карьера
Начинал карьеру в молодёжных клубах «Беклин», «Прогрессул Фэгэраш» и «Кимиа Фэгэраш».
В 1962 году дебютировал в составе футбольного клуба «Брашов». В течение 19 лет выступал за этот клуб. За это время отыграл 311 матчей, в которых забил 62 гола. Завершил карьеру игрока в 1982 году.
Играл за сборную Румынии. Участвовал в чемпионате мира 1970 года. Завершил выступления за национальную команду в 1973 году, всего провёл за неё 4 матча.
Начал тренерскую карьеру в ФК «Брашов», который тренировал с 1981 по 1982 год. Далее был перерыв в 11 лет.
В 1993 вновь вернулся в «Брашов», на этот раз до 1994. В этом же году завершил тренерскую карьеру.